# Resolució 1904 del Consell de Seguretat de les Nacions Unides
La Resolució 1904 del Consell de Seguretat de les Nacions Unides fou adoptada per unanimitat el 17 de desembre de 2009. Després de reiterar la seva "condemna inequívoca" d'Osama bin Laden, els talibans i Al-Qaeda per "actes terroristes criminals en curs i múltiples", el Consell va adoptar noves mesures al règim de sancions internacionals sobre els grups i altres associats amb ells. La decisió d'adoptar noves mesures es va originar a partir de qüestions derivades de la Resolució 1267 (1999) i les resolucions posteriors que van imposar restriccions de viatge, bloqueig d'actius i un embargament d'armes a Osama bin Laden, els talibans i Al-Qaeda i altres grups associats que formaven part d'una "llista consolidada" compilada pel Comitè del Consell de Seguretat establert per la Resolució 1267.

## Detalls
Actuant en virtut del Capítol VII de la Carta de les Nacions Unides, el Consell va expressar la seva preocupació per l'augment dels segrestos i ostatges per part de persones o grups per obtenir guanys polítics o amb l'objectiu de recaptar fons. Va afegir altres mesures addicionals a les de la Resolució 1267 (1999), inclosos els Estats membres per permetre l'addició de comptes congelades "de qualsevol pagament a favor de les persones, grups, empreses o entitats cotitzades", sempre que aquests pagaments ja estiguessin subjectes a mesures anteriors. El Consell va fer que el Comitè de Sancions tingués coneixement de la necessitat que les exempcions per raons humanitàries es duguin a terme de forma transparent.
La resolució 1904 també augmentaria l'eficiència de la "Llista consolidada", simplificant el procés de registre de noms de persones i entitats a la llista, per exemple, demanant als Estats membres que proporcionessin tanta informació com fos possible al Comitè de Sancions.
El Consell, en la Resolució 1904, va establir una Oficina del Defensor de la Persona per un període inicial de 18 mesos per tractar qüestions de desenllistament. El funcionari serà designat pel Secretari General, les responsabilitats del qual es descriuen a l'annex II de la resolució.
La resolució continua dirigint el Comitè de Sancions per completar la seva revisió de tots els noms a la "Llista consolidada" abans del 30 de juny de 2010, i realitzar una revisió anual de tots els noms que no s'hagin revisat en tres o més anys. A més, va exigir al Comitè que dugués a terme una revisió exhaustiva de tots els assumptes pendents que tenia davant i va instar al grup a que resolgués aquestes qüestions, en la mesura del possible, abans del 31 de desembre de 2010.
Finalment, el Consell també va decidir ampliar el mandat de l'equip de seguiment amb base a Nova York establert el 2004 sota la resolució 1526 per a un nou període 18 mesos, a més de requerir que segueixi duent a terme mesures en un informe descrit a Resolució 1822 (2008).